# Pierre de Gallatin
Pierre de Gallatin, né le 23 mars 1753 à Genève (alors en République de Genève) et mort le 1820 à Paris, est un diplomate genevois.

## Biographie
Pierre de Gallatin est le fils de Pierre Gallatin, lieutenant aux Gardes suisses et directeur du bureau de la poste de France, et de Camille Pictet, fille de Jean-Louis Pictet (de). Il épouse la fille d'Henri Mallet-Prevost. 
Il suit ses études à l'académie de Genève (1767) puis il étudie le droit à l'université de Tübingen (1769). Il sert dans le régiment des Gardes suisses en Hollande. Il devient membre du Conseil des Deux-Cents en 1783. 
Il est chassé de Genève par la révolution en 1792, et condamné à mort par contumace en 1794 par le tribunal révolutionnaire. 
Devenu chambellan puis conseiller du duc de Brunswick, il est nommé ambassadeur de Bavière à Paris en 1814, puis est ministre plénipotentiaire de Wurtemberg à la cour de Bade, à la cour de Bavière et de France (1816-1817).